# Christel Frese
Christel Frese (* 3. August 1944 in Lennep) ist eine ehemalige deutsche Sprinterin, die – für die Bundesrepublik startend – Ende der 1960er und Anfang der 1970er Jahre im 400-Meter-Lauf erfolgreich war.
Sie ist 1,65 m groß und wog in ihrer aktiven Zeit 50 kg.
Christel Frese konnte je eine Silber- und eine Bronzemedaille bei Europameisterschaften mit der bundesdeutschen Mannschaft in der 4-mal-400-Meter-Staffel gewinnen. Ihre größten Erfolge als Einzelläuferin über 400 Meter – je einmal Gold und zweimal Silber – erzielte sie in der Halle.
Von 1975 bis 1977 war sie für die SSG 09 Bergisch Gladbach als Mittelfeldspielerin aktiv und gewann mit ihr die Deutsche Meisterschaft 1977. In dem am 18. Juni im Kreisstadtstadion von Bergisch Gladbach ausgetragenen Hinspiel gegen den NSG Oberst Schiel wurde sie beim torlosen Unentschieden in der 52. Minute für Gaby Dlugi eingewechselt.

## Karriere
Christel Frese wuchs in Meggen auf und war zunächst Mitglied des TV Meggen, wo sie unter Gerd Manke trainierte. Im Jahr 1964 kam sie zum Sportstudium nach Köln und trat dem dortigen ASV bei. Ihr Trainer war Fredy Wehrmann, der sie bei 49 deutschen Meisterschaften betreute.
Frese begann ihre sportliche Laufbahn als Sprinterin über 100 und 200 Meter. Ihren ersten Medaillenerfolg hatte sie im Jahr 1966, als sie bei den deutschen Meisterschaften in der 4-mal-100-Meter-Staffel mit dem ASV hinter der Vertretung des Hamburger SV auf Platz zwei kam. Dann wechselte sie auf die 400-Meter-Strecke.
Ihren ersten Länderkampf bestritt sie 1968 in Buxtehude.
Ihre Erfolgsjahre waren die Jahre 1969 und 1970.
- Im Jahr 1969 gewann sie ihre erste deutsche Meisterschaft über 400 Meter sowie eine Bronzemedaille bei den Europameisterschaften in Athen als Schlussläuferin der 4-mal-400-Meter-Staffel.
- Im Jahr 1970 verbesserte sie dreimal den deutschen Rekord über 400 Meter und gewann am 22. August 1970 beim Europa-Cup in Budapest die Silbermedaille. Außerdem wurde sie Vizeeuropameisterin in der Halle. Einen weiteren zweiten Platz hinter Marilyn Neufville sicherte sie sich bei den offenen britischen Meisterschaften in London.

Eine Einzelmedaille bei Freilufteuropameisterschaften blieb Christel Frese gleich zweimal versagt: 1969 in Athen trat die bundesdeutsche Mannschaft aus Protest wegen der Startverweigerung für Jürgen May bei den Einzelwettkämpfen nicht an, 1971 in Helsinki gelangte sie infolge eines verletzungsbedingten Trainingsrückstands nur bis ins Halbfinale.
Im Jahr 1971 siegte sie beim ISTAF in Berlin (53,6 s).
Sie nahm an den Olympischen Spielen 1972 in München teil, nachdem sie kurz zuvor erneut den deutschen Rekord verbessert hatte, verletzte sich jedoch im 400-Meter-Zwischenlauf und konnte somit auch für die Staffel nicht mehr antreten.
Im Lauf ihrer Karriere gewann Christel Frese neun deutsche und sechs Europameistertitel und lief 15 deutsche, vier Europa- und drei Weltrekorde. Sie gewann insgesamt 26 Länderkämpfe.
Ihre persönlichen Bestzeiten:
- 100 m: 11,84 s, 7. Oktober 1973, Bonn
- 200 m: 24,13 s, 7. Oktober 1973, Bonn
- 400 m: 52,2 s, 20. Mai 1972, Bonn (elektronisch gestoppt: 52,72 s, 8. August 1970, Berlin)
  - Halle: 53,1 s, 14. März 1970, Wien

Im Jahr 1975 beendete Christel Frese ihre Karriere als Leichtathletin und wurde Fußballspielerin. Sie spielte nacheinander für folgende Vereine:
- SSG 09 Bergisch Gladbach (bis 1977) und wurde im selben Jahr deutsche Frauenfußballmeisterin
- SC 07 Bad Neuenahr
- VfL Euskirchen

Für den VfL arbeitete sie auch als Trainerin. Später ging sie zum TuS Halberbracht, einem Dorfverein in Lennestadt, wo sie zunächst das Torwarttraining und später das Training der Mädchen-Fußballmannschaft leitete.

## Privates
Von 1968 bis 2007 war Christel Frese als Lehrerin für Sport, Mathematik und Biologie an der Marienschule Euskirchen tätig. Zu ihren Schülerinnen gehörte unter anderem Silke Rottenberg.
Sie ist unter dem Namen Christel Frese-Gerber Mitglied im Rassezuchtverein für Hovawarthunde e. V.
Christel Frese ist verwitwet. Ihre Ehe blieb kinderlos.

## Erfolge

### Rekorde
- Weltrekorde
  - Ins Rampenlicht der Öffentlichkeit trat Christel Frese mit einem Weltrekord, den sie am 19. September 1969 bei den Europameisterschaften in Athen mit der 4-mal-400-Meter-Staffel lief (Team: Christa Czekay, Antje Gleichfeld, Inge Eckhoff und als Schlussläuferin Christel Frese). Die dabei erzielte Zeit von 3:33,9 min wurde allerdings schon am nächsten Tag von der britischen und der französischen Staffel unterboten.
  - Einen weiteren Weltrekord lief Christel Frese am 14. März 1970 bei den Halleneuropameisterschaften in Wien, als sie im Vorlauf über 400 Meter die bisherige inoffizielle Hallenbestzeit von 55,29 s, gelaufen 1968 von Natalja Petschonkina aus der Sowjetunion, auf 53,7 s verbesserte. Dieser Weltrekord hatte jedoch eine noch kürzere Dauer als der von Athen: Bereits eineinhalb Stunden später gewann die für Großbritannien startende Marilyn Neufville den Endlauf in der Weltrekordzeit von 53,0 s vor Christel Frese in 53,1 s.
- Deutsche Rekorde
  - Ihren ersten deutschen Rekord lief Christel Frese am 15. Juni 1969 in Kopenhagen als Mitglied der 4-mal-400-Meter-Staffel (Besetzung: Eckhoff, Gleichfeld, Dannenberg und Frese) in 3:48,4 min
  - Im Jahr 1970 verbesserte Christel Frese dreimal den bis dahin von Helga Henning gehaltenen deutschen Rekord über 400 Meter:
52,7 s, erzielt am 16. Juli beim Länderkampf Deutschland – USA in Stuttgart,
52,6 s, erzielt am 8. August in Berlin,
52,4 s, erzielt am 11. Oktober. Mit dieser Leistung lag sie auf Platz drei der Jahresweltbestenliste.
  - Im Jahr 1972 gelang Christel Frese eine neuerliche Bestzeit:
52,2 s, erzielt am 20. Mai in Bonn. Dieser Rekord taucht in den Listen des DLV jedoch nicht mehr auf, da die DDR-Athletin Helga Seidler bereits ein Jahr zuvor die 400 Meter in 52,2 s gelaufen war und die Rekordlisten der Bundesrepublik Deutschland und der DDR zusammengezogen wurden.

### Olympische Spiele
- Olympische Spiele 1972 in München
  - Zunächst lief alles wunschgemäß. Christel Frese gewann ihren Vorlauf in 52,89 s und konnte anschließend als Vierte des Zwischenlaufs in 53,01 s die Olympiasiegerin von Mexiko, Colette Besson, aus dem Rennen werfen. Dann aber ereilte sie im Halbfinale das Verletzungspech. Um sich für das Finale zu qualifizieren, hätte sie allerdings unter 52 Sekunden laufen müssen, da die Viertplatzierte, die spätere Bronzemedaillengewinnerin Kathy Hammond, 51,92 s erzielte.

### Europameisterschaften
- 400 m Freiluft
  - 1969 Athen: Nicht gestartet (Boykott der bundesdeutschen Mannschaft wegen Startverweigerung für Jürgen May)
  - 1971 Helsinki: Vorlauf 1. (54,4 s), Zwischenlauf 6. (54,1 s)
- 400 m Halle
  - 1969 in Belgrad: Silber (54,8 s), hinter Besson (54,0 s) und vor Stirling (54,8 s)
  - 1970 in Wien: Silber (53,13 s), hinter Neufville (53,01 s) und vor Besson (53,63 s)
  - 1972 in Grenoble: Gold (53,36 s), vor Bödding (54,60 s) und Weinstein (54,73 s)
  - 1973 in Rotterdam: 4. (53,78 s)
- 4 × 400 m
  - 1969 Athen Bronze (3:32,7 min), Team: Czekay, Gleichfeld, Eckhoff, Frese. Der im Vorlauf am 19. September 1969 erzielte Weltrekord mit 3:33,9 min hielt nur bis zum nächsten Tag.
  - 1971 Helsinki Silber (3:33,04 min), Team: Rückes, Frese, Falck, Bödding (Eckhoff)
- 4 × 2 Runden Halle
  - 1972 Grenoble Gold (3:10,4 min), Team: Wilden, Weinstein, Frese, Bödding

### Europa-Cup
- 1970, Semifinale in Berlin: Siegerin (53,5 s)
- 1970, Finale in Budapest:
Silber 400 m (53,5 s) hinter Helga Fischer (DDR) (53,2 s) und vor Wera Popkowa (UdSSR) (54,0 s)
Silber 4 × 400 m (3:37,2 min) hinter der DDR (3:37,0 min) und vor Großbritannien (3:37,8 min)

### Deutsche Meisterschaften
- 400 m
  - 1969 Meisterin (54,3 s)
  - 1970 Meisterin (52,6 s)
  - 1971 Zweite hinter Inge Bödding und vor Anette Rückes
  - 1972 Zweite hinter Rita Wilden und vor Anette Rückes
  - 1973 Dritte hinter Rita Wilden und Erika Weinstein
- 400 m Halle
  - 1969 Meisterin (56,4 s)
  - 1970 Meisterin (55,2 s)
  - 1972 Meisterin (54,0 s)
  - 1973 Meisterin (53,7 s)
- Cross, Kurzdistanz Mannschaft (ASV Köln)
  - 1970 Meisterin (Team: Merten, Frese, Theißen)
  - 1971 Meisterin (Team: Frese, Theißen, Windbrake)
  - 1974 Meisterin (Team: Frese, Theißen, Windbrake)
- 3 × 800-m-Staffel (ASV Köln)
  - 1970 Meisterin (Team: Windbrake, Frese, Theißen)
- 4 × 400-m-Staffel (TuS 04 Leverkusen)
  - 1975 Meisterin (Team: Frese, Weinstein, Wellmann, Wilden)

Deutsche Meisterschaften über 4 × 400 m der Frauen wurden 1975 erstmals ausgetragen.

### AAA-Meisterschaften
- 1970 in London Zweite (54,3 s) hinter Marilyn Neufville (52,6 s) und vor Inge Eckhoff (54,5 s)